# (39678) Ammannito
(39678) Ammannito est un astéroïde de la ceinture principale.

## Description
(39678) Ammannito est un astéroïde de la ceinture principale. Il fut découvert le 12 juin 1996 à San Marcello Pistoiese par Andrea Boattini et Luciano Tesi. Il présente une orbite caractérisée par un demi-grand axe de 2,30 UA, une excentricité de 0,15 et une inclinaison de 3,9° par rapport à l'écliptique.

## Compléments